# 천책만세
천책만세(天冊萬歲 694년 9월 ~ 695년 납월)는 무주(武周) 성신제(聖神帝) 측천무후(則天武后) 무조(武曌)의 여섯번째 연호이다. 약 4개월 동안 사용하였다. 

## 개원
- 증성(證聖) 원년 9월 9일[1](695년 10월 22일)에 연호를 천책만세(天冊萬歲)로 개원함.[2][3][4][5]

- 천책만세(天冊萬歲) 2년 납월(臘月) 11일[6](696년 1월 20일)에 연호를 만세등봉(萬歲登封)으로 개원함.[2][3][4][5]

## 연대 대조표
| 천책만세 | 서기(西紀)              | 간지(干支) |
| 원년     | 694년 11월 ~ 695년 10월 | 을미(乙未) |
| 2년      | 695년 11월 ~ 696년 10월 | 병신(丙申) |

## 삭일(1일)
| 천책만세 원년 (695년) | 삭일 (음력) | 율리우스력      | 천책만세 2년 (696년) | 삭일 (음력) | 율리우스력      |
| 정월 (11월)           | 신사 (辛巳) | 694년 11월 23일 | 정월 (11월)          | 을사 (乙巳) | 695년 12월 12일 |
| 납월 (12월)           | 경술 (庚戌) | 12월 22일       | 납월 (12월)          | 갑술 (甲戌) | 696년 1월 10일  |
| 1월                   | 경진 (庚辰) | 695년 1월 21일  | 1월                  | 갑진 (甲辰) | 2월 9일         |
| 2월                   | 기유 (己酉) | 2월 19일        | 2월                  | 계유 (癸酉) | 3월 9일         |
| 윤2월                 | 기묘 (己卯) | 3월 21일        | -                    | -           | -               |
| 3월                   | 무신 (戊申) | 4월 19일        | 3월                  | 임인 (壬寅) | 4월 7일         |
| 4월                   | 무인 (戊寅) | 5월 19일        | 4월                  | 임신 (壬申) | 5월 7일         |
| 5월                   | 정미 (丁未) | 6월 17일        | 5월                  | 신축 (辛丑) | 6월 5일         |
| 6월                   | 정축 (丁丑) | 7월 17일        | 6월                  | 신미 (辛未) | 7월 5일         |
| 7월                   | 정미 (丁未) | 8월 16일        | 7월                  | 신축 (辛丑) | 8월 4일         |
| 8월                   | 병자 (丙子) | 9월 14일        | 8월                  | 경오 (庚午) | 9월 2일         |
| 9월                   | 병오 (丙午) | 10월 14일       | 9월                  | 경자 (庚子) | 10월 2일        |
| 10월                  | 을해 (乙亥) | 11월 12일       | 10월                 | 경오 (庚午) | 11월 1일        |

## 같이 보기
- 중국의 연호 목록